# KiK

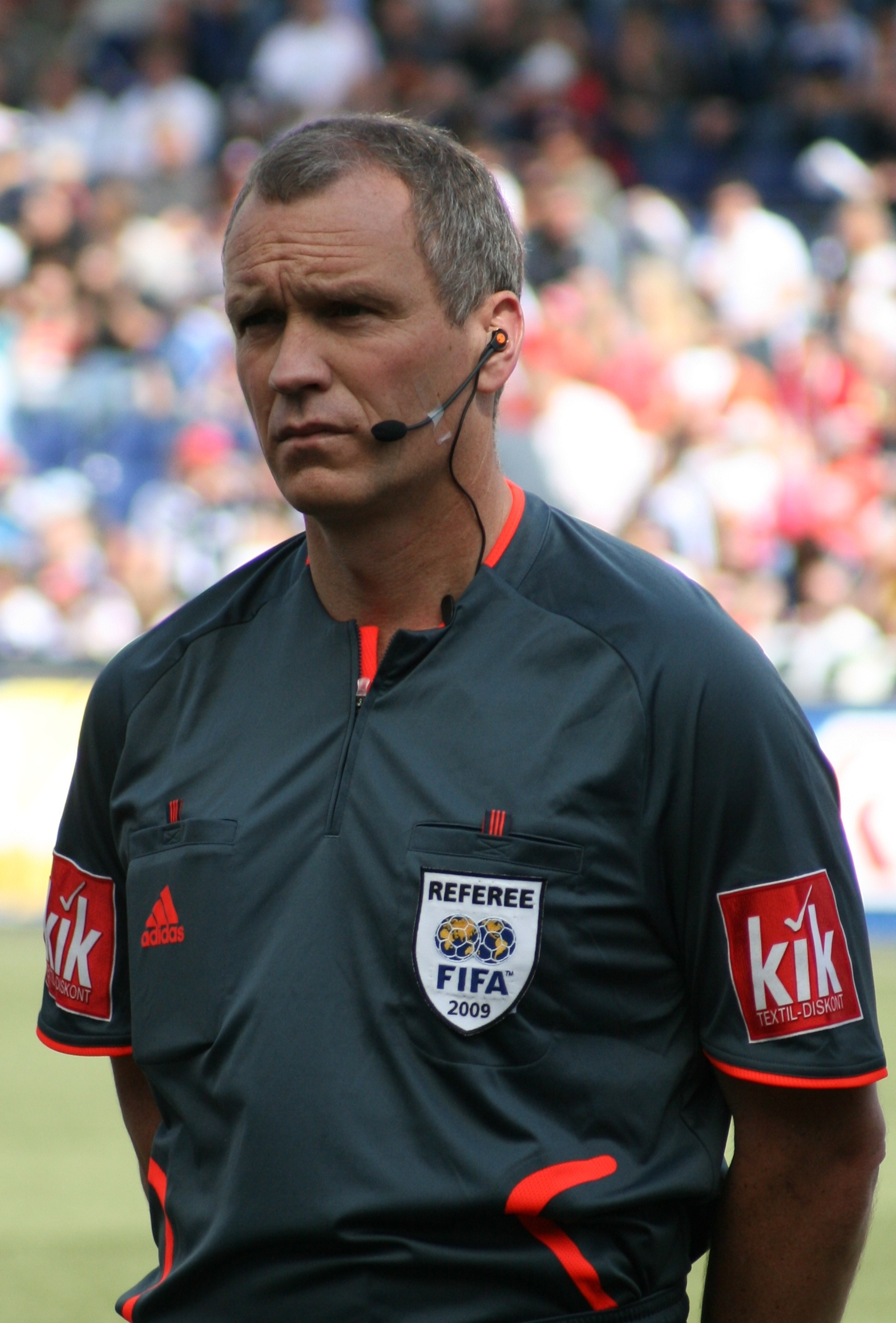
KiK의 제품을 입은 축구 심판

KiK은 독일의 의류 기업이다. 1994년 4월 설립되었다. 독일에서 가장 큰 섬유 할인 체인이며 독일, 오스트리아, 슬로베니아, 체코, 헝가리, 슬로바키아, 크로아티아 등에 체인점이 있다.